# Smrdutá
Smrdutá je přírodní rezervace v lokalitě Chvalčov v okrese Kroměříž. Leží uvnitř přírodního parku Hostýnské vrchy. Důvodem ochrany je suťový, převážně javorový porost s bohatým bylinným patrem.
Smrdutá je jeden z nejlépe zachovalých lesních porostů v oblasti Hostýnských vrchů. Najdeme zde slepencová skaliska a pseudokrasové jeskyně. Rezervace se rozprostírá v nadmořské výšce 530–750 metrů. Název rezervace je odvozen od nejvyššího vrcholu rezervace – kopce Smrdutá (750 metrů). Stáří porostů je zhruba 150 let a částečně je pralesovitého charakteru. Ve velkém se zde rozmáhá růst buku, ojediněle se objeví i nové skupinky smrku ztepilého.

## Předmět ochrany
Ekosystém suťového svahového lesa v submontálním stupni. Lesní společenstva lipových bučin a javořin. Karpatská květena v podrostu. Význačné skalní útvary.

## Geologie
Podkladem jsou Rusavské vrstvy zlínského souvrství račanské jednotky magurského flyše (střední až svrchní eocén) složené jsou z arkózových pískovců a slepenců s vložkami jílovců. Pískovce jsou povětšinou hrubozrnné, nevápnité. Slepence jsou petromiktní, valounový materiál a úlomky mají proměnlivou velikost (křemen, krystalinikum, vápence).
Mrazové zvětrávání způsobilo vznik mrazových srubů, izolovaných skalních útvarů, vytvořilo skaliska na vrcholu, vznikly suťová pole, povrchové skalní sluje v převisech a také pseudokrasové puklinové jeskyně. Vznik pseudokrasových útvarů byl způsoben tektonickým svahovým rozsedáním podél systému puklin v pískovcích rusavských vrstev a s dalším působením mrazu a gravitační modelace.

## Jeskyně Smrdutá
Nejdelší jeskyně v rezervaci má název Smrdutá. Její délka je 56 metrů. Výškový rozdíl mezi východem a vchodem je 12 metrů. Na pár místech byla uměle rozšířena. V jeskyni nalezneme sněhobílou sintrovou polevu - pisolity. Vznikaly postupným vymáčením vápenitého tmelu pískovců za působení srážkové a spodní vody. Rozpuštěný uhličitan vápenatý se zpětně vysrážel a vyplnil dutiny na stropě jeskyně na ploše asi 1 m².

## Flóra
Nalezneme zde suťové javořiny asociace Lunario-Aceretum. Maloplošně se zde nacházejí druhově chudé kyselé bučiny asociace Luzulo-Fagetum. Ze stromů jsou zde rostou: buk lesní (Fagus sylvatica), javor klen (Acer pseudoplatanus), lípa velkolistá (Tilia platyphyllos), jasan ztepilý (Fraxinus excelsior), jilm drsný (Ulmus glabra) hojný výskyt, ale ustupuje, habr obecný (Carpinus betulus) přiměs, jeřáb ptačí (Sorbus aucuparia) příměs, jedle bělokorá (Abies alba) ojediněle. Keřové patro tvoří bez červený (Sambucus racemosa) a zmlazené dřeviny. Z bylin jsou zde rostou: měsíčnice vytrvalá (Lunaria rediviva) dominantní bylina rezervace, ječmenka evropská (Hordelymus), kostřava lesní (Festuca altissima), strdivka jednokvětá (Melica uniflora), metlice křivolaká (Deschampsia flexuosa), bažanka vytrvalá (Mercurialis perennis), dymnivka dutá (Corydalis cava), dymnivka bobovitá (Corydalis intermedia), křivatec žlutý (Gagea lutea), kyčelnice cibulkonosná (Dentaria bulbifera), kyčelnice devítilistá (Dentaria enneaphyllos), pitulník horský (Galeobdolon montanum), rozchodník velký (Sedum maximum), řeřišničník písečný (Cardaminopsis arenosa), samorostlík klasnatý (Actaea spicata), sasanka pryskyřníkovitá (Anemone ranunculoides), silenka dvoudomá (Silene dioica), starček vejčitý (Senecio ovatus), svízel vonný (Galium odoratum), udatna lesní (Aruncus vulgaris), vraní oko čtyřlisté (Paris quadrifolia).
Z kapradin ze rostou: bukovinec osladičovitý (Phegopteris connectilis), kapradina laločnatá (Polystichum aculeatum), kapraď rozložená (Dryopteris dilatata), osladič obecný (Polypodium vulgare), sleziník červený (Asplenium trichomanes). Početně zastoupené jsou mechorosty a játrovky. A nalezneme zde i dřevokazné druhy hub.

## Fauna
V místě se nachází živočichové typické pro výskyt v celých Hostýnských vrších. Vyskytují se zde: martináček bukový, mlok skvrnitý (Salamandra salamandra), skokan hnědý (Rana temporaria), slepýš křehký (Anguis fragilis), jestřáb lesní (Astur gentilis), lejsek malý (Ficedula parva), veverka obecná (Sciurus vulgaris).
Ve velké se zde nacházejí netopýři. Během jarních a podzimních přeletů bylo na lokalitě zaznamenáno 10 druhů, včetně druhů vzácných a chráněných. Nacházejí se zde vrápenec malý (Rhinolophus hipposideros), netopýr Brandtův (Myotis brandtii), netopýr ušatý (Plecotus auritus) a netopýr vodní (Myotis daubentonii).